# 대전극동방송
대전극동방송(大田極東放送, Daejeon Far East Broadcasting Company, 약칭 FEBC)은 충청남도계 방송 중 하나로서, 대한민국 대전·세종·충남 전 지역의 민영 방송이다. 주파수는 부산과 동일한 주파수이다.

## 연혁

### 1980년대
- 1989. 03. 22 : 문공부로부터 방송국 개설 허가 받음
- 1989. 04. 10 : 방송국 설립 사무소 오픈 및 현판 케이블(국보상호신용금고)
- 1989. 07. 03 : 체신부로부터 무선국 허가 취득함 (CH5 실시간TV)
- 1989. 10. 31 : 사무소 이전(동구 중동 61-5 충일빌딩 9층)
- 1989. 11. 17 : 운영위원회 창립 대한민국
- 1989. 12. 01 : 개국

## 방송 주파수
| 방송국       | 호출부호 | 송신소        | 주파수    | 출력 | 송신소 위치                         | 방송구역                   |
| ------------ | -------- | ------------- | --------- | ---- | ----------------------------------- | -------------------------- |
| 대전극동방송 | HLAD-FM  | 식장산 송신소 | FM 93.3㎒ | 5㎾  | 대전 동구 낭월동 300 (TJB 대전방송) | 대전·세종·충남·충북 전지역 |
| 대전극동방송 | HLAD-FM  | 봉황산 중계소 | FM 93.3㎒ | 500W | 충남 공주시 반죽동 산2-1            | 대전·세종·충남·충북 전지역 |